# Janalychas keralaensis
Espèce
Janalychas keralaensis est une espèce de scorpions de la famille des Buthidae.

## Distribution
Cette espèce est endémique du Kerala au Inde.

## Description
Le mâle holotype mesure 60,69 mm, les mâles mesurent de 47,48 à 60,69 mm et les femelles de 39,24 à 50,68 mm.

## Étymologie
Son nom d'espèce, composé de kerala et du suffixe latin -ensis, « qui vit dans, qui habite », lui a été donné en référence au lieu de sa découverte, le Kerala.

## Publication originale
- Mirza, 2020 : « Two new species of buthid scorpion of the genus Janalychas Kovařík, 2019 (Arachnida: Scorpiones: Buthidae) from the Western Ghats, India. » Arachnology, vol. 18, no 4, p. 316–324.